# SpokFrevo Orquestra
SpokFrevo Orquestra é uma big band brasileira composta por dezoito músicos. Foi formado no Recife, Pernambuco, em 2001, cujo objetivo é divulgar o frevo no Brasil e no mundo.
Passo de Anjo foi eleito pelo O Estado de S. Paulo como um dos três melhores álbuns lançados em 2004.

## Discografia
- 2004: Passo de Anjo[3]
- 2008: Passo de Anjo - Ao Vivo[4]
- 2013: Ninho De Vespa
- 2015: Frevo Sanfonado